# Torretrencada
Torretrencada és un poblat talaiòtic al municipi de Ciutadella de Menorca, destaca especialment per la taula, una de les més espectaculars de l'illa. El poblat, d'època talaiòtica, va estar habitat fins a l'edat mitjana, com indiquen les restes ceràmiques trobades en superfície. A part de la imponent taula, que conserva una pilastra a la part posterior, formen el poblat talaiòtic un talaiot, restes del mur que tancava el recinte, fonaments de possibles cases i diferents hipogeus o coves artificials d'enterrament. El poblat talaiòtic abasta terrenys de les finques de Torretrencada i part de Torrellafuda. El poblat és un bé d'interès cultural.

## El recinte de taula

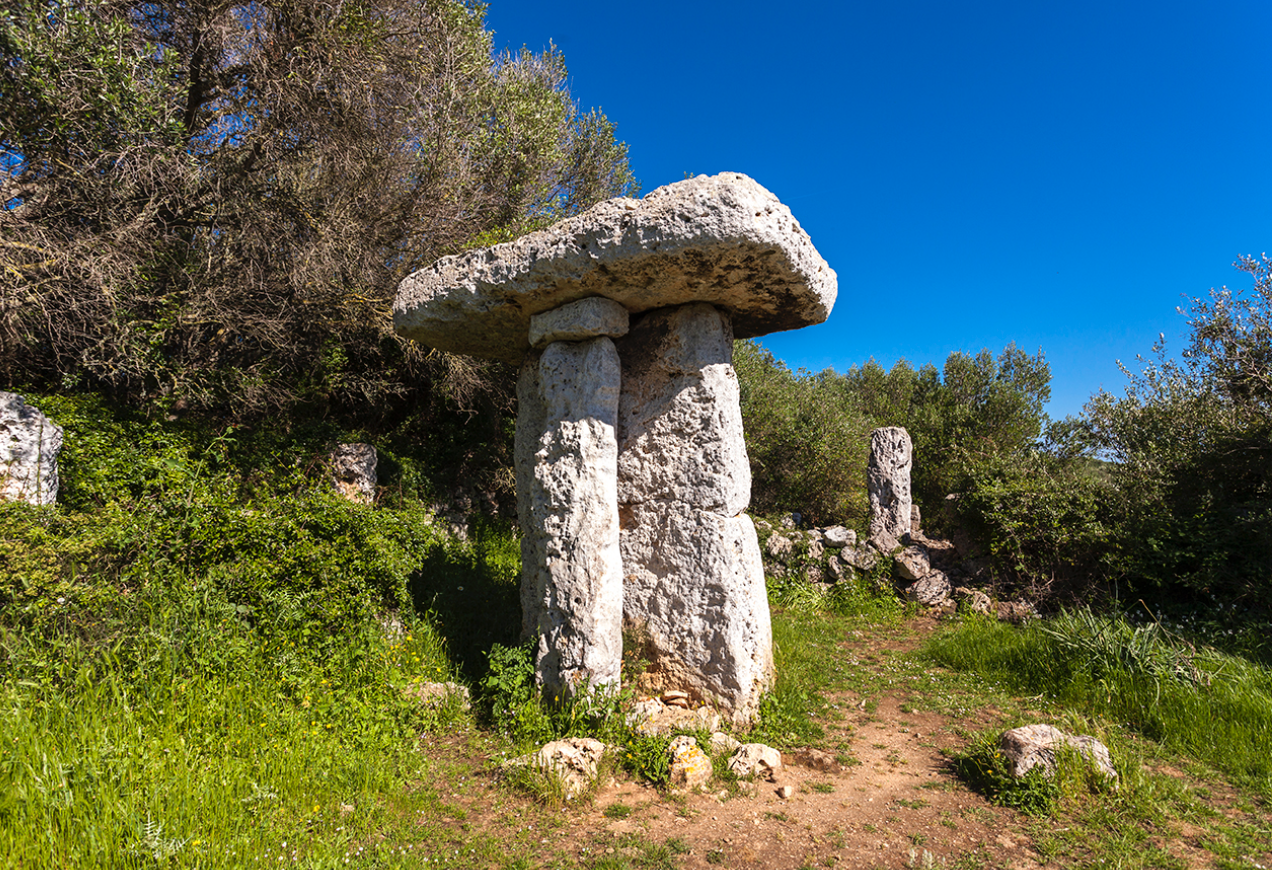
Taula de Torretrencada

Cal destacar el recinte de taula, que conserva una de les T més espectaculars de l'illa, amb la particularitat que presenta una pilastra de reforç a la cara posterior. Els murs d'aquest recinte han desaparegut gairebé del tot, excepte part de la façana, que roman oculta dins d'un mur de pedra de paret seca ancestral, i part del mur est.

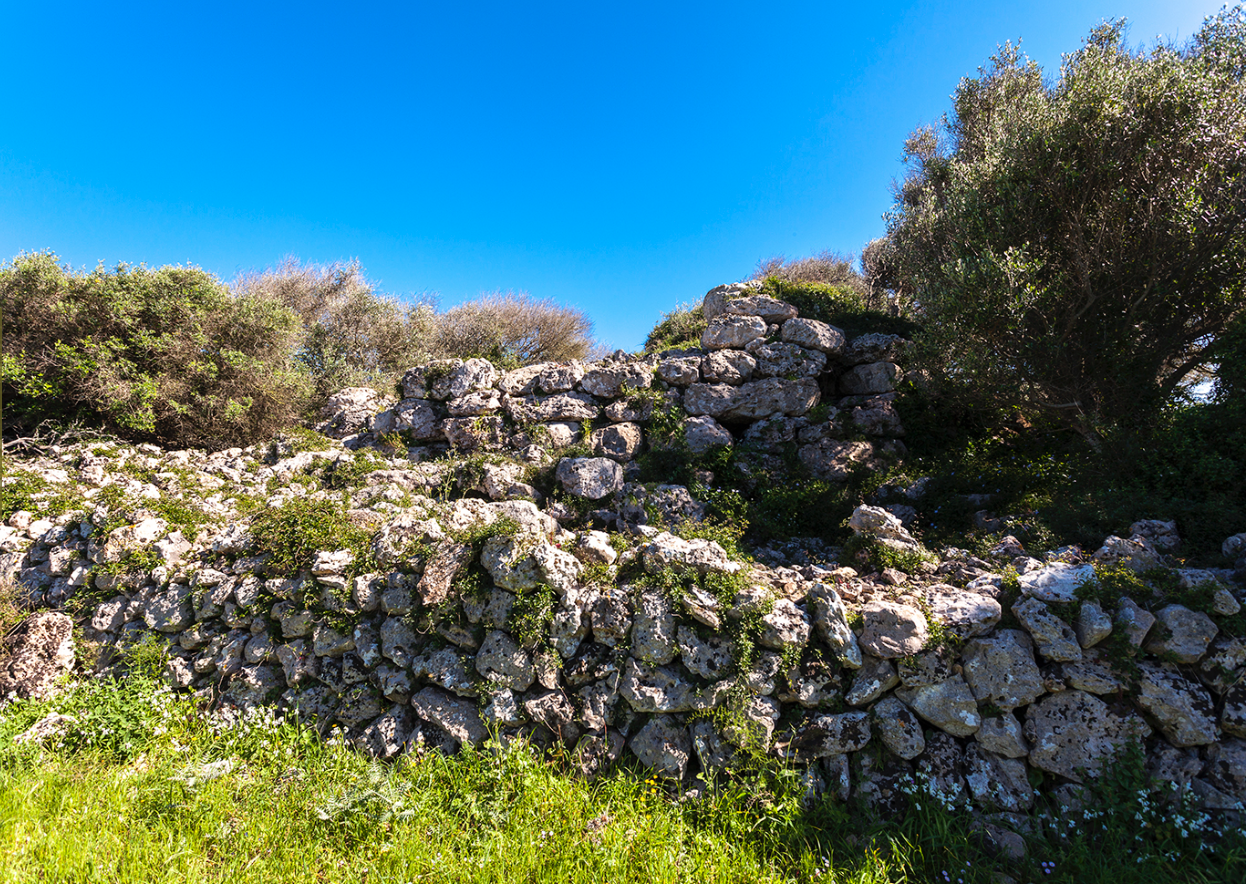
Talaiot de Torretrencada

## El talaiot
L'edifici és de planta circular, tot i que avui està molt amagat pels munts de pedres que hi ha al voltant, que van ser dipositats històricament pels parcers de la finca al llarg dels segles i per la vegetació.

## Els hipogeus

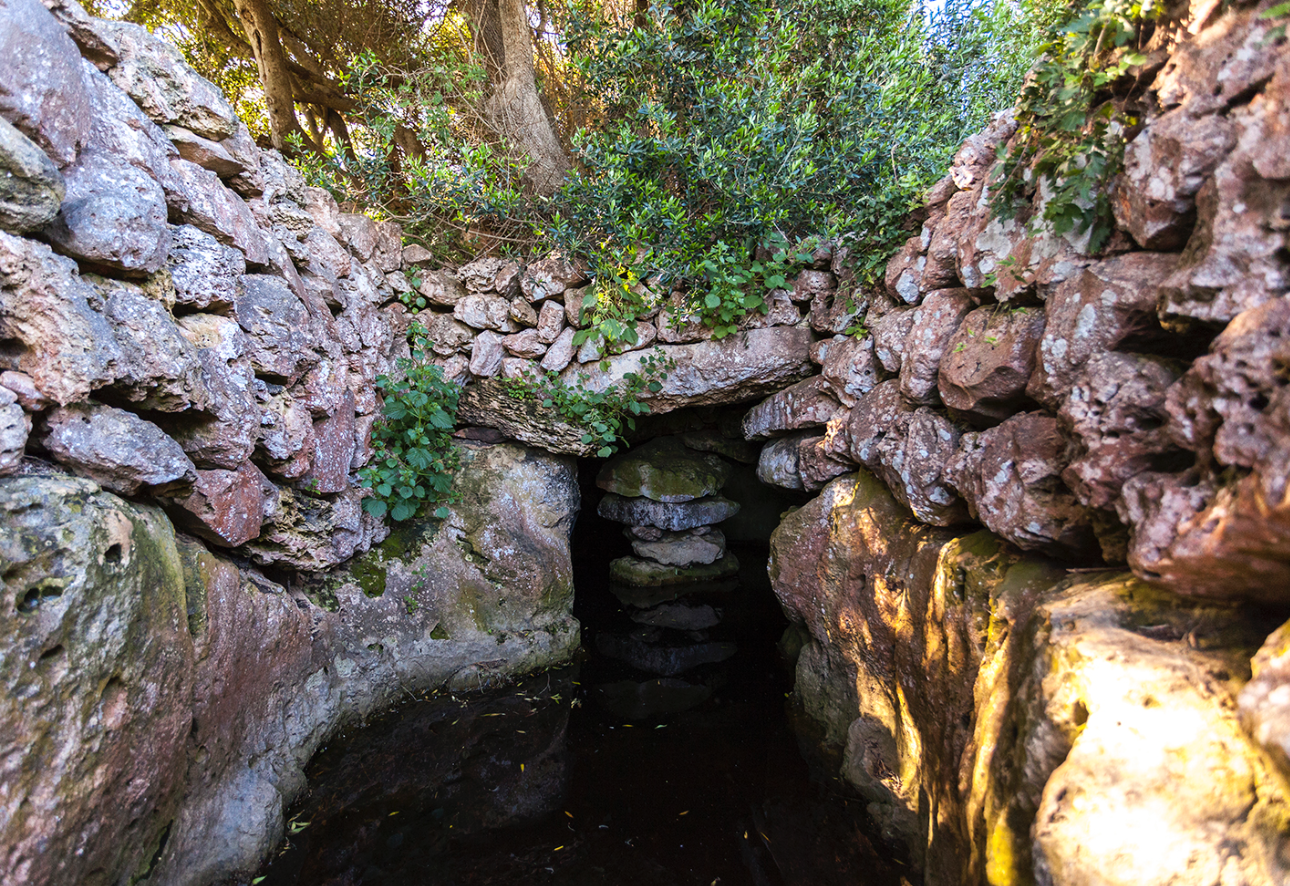
Sala hipòstila Torretrencada

Es documenten també una sèrie de coves artificials subterrànies o hipogeus:
- Hipogeu 1: situat al costat de la barrera d'entrada al recinte.
- Hipogeu 2: situat a prop del talaiot. Té l'entrada modificada en època moderna mitjançant la construcció d'un mur de pedra i blocs de gres, seguint la tipologia típica de les construccions ramaderes tradicionals menorquines.
- Hipogeu 3: a l'est de la taula, es denomina també sala hipòstila talaiòtica. Té una entrada en corredor i pendent descendent. A l'interior, just davant l'entrada, hi ha una columna polilítica que sustenta una coberta de lloses. Les pedres de la columna no tenen la disposició característica talaiòtica: les més petites a baix i les més grans a sobre. Es tracta d'una columna feta amb pedres llises i de dimensions més o menys semblants. Aquest espai recull l'aigua de pluja per escorrentia i emmagatzema aigua durant una bona part de l'any. Sembla que aquesta obra d'enginyeria té origen prehistòric.
- Hipogeu 4: al costat del camí de l'hort, a l'extrem est del poblat.
- Bassa o dipòsit d'aigua que probablement aprofita un antic hipogeu. També és d'origen talaiòtic, com es pot veure per alguns dels elements petris que el conformen.

## Altres estructures
Es veuen també els fonaments de possibles cases circulars o cercle d'habitació posttalaiòtic. En terrenys de Torrellafuda hi ha una columna o pilastra de secció quadrada que està aïllada, tot i que al costat té les restes de possibles cases circulars. També hi ha una cova natural retocada en època prehistòrica i usada com a estable en època moderna. D'interès són també un grup de tombes excavades a la roca. Probablement d'època alt-medieval. Al costat d'aquestes tombes, es localitza una interessant zona de recollida d'aigües per vessament, que probablement empra un antic hipogeu com a aljub. A la roca s'observen canalitzacions tallades que condueixen cap al coll de l'aljub. És un interessant exemple d'enginyeria hidràulica ancestral. Aquest element està catalogat com a bé etnològic pel catàleg de protecció municipal.

## Materials arqueològics
En superfície hi ha abundant ceràmica: talaiòtica, ibèrica, púnica, romana (Alt i Baix Imperi), islàmica i medieval. S'hi va localitzar una figura de bronze de Júpiter que es conserva en una col·lecció particular, estudiada per l'arqueòloga Margarita Orfila (1983), i una altra figura de Júpiter publicada per Miquel Àngel Casasnovas (1988). S'han trobat també un parell de bales de foner balear de plom d'època romana.

## Període cronològic
- Bronze Final
- Talaiòtic (Ferro)
- Època romana